# Jean Louis Bousquet
Jean Louis Bousquet, född 1664 i Saint-Hippolyte, Frankrike, död 1747 i Kalmar, var en fransk militär, som kom i svensk tjänst.

## Biografi
Bousquet var protestant, och lämnade 1691 sitt land för att gå i engelsk tjänst. Han kom därefter i holländsk och sachsisk tjänst. Han skall ha blivit tillfångatagen av den svenska hären i Sachsen 1704 och han kom i svensk tjänst senast 1706. Under Karl XII:s ryska fälttåg var han i Polen hos Stanisław I Leszczyński. År 1710 kom han till Karl XII i Bender och 1712 var han med i slaget vid Gadebusch. Han återvände senare till Karl XII i Bender. Där blev han utnämnd till överstelöjtnant vid dragonerna. Vid Karl XII:s hemresa var han en av sex som var närmast kungen. Bosquet blev 1719 regementschef för Bohusläns dragonregemente. I samband med freden fick Bosquet avsked och återinträdde först 1735 i svensk tjänst. År 1737 utnämndes han till överste och chef för ett eget regemente, Bousquets värvade regemente och med detta deltog han ryska kriget 1741-1743. Han befordrades 1741 till generalmajor. Bousquet yrkade som kommendant på Fredrikshamns fästning förgäves att denna skulle försvaras. Under återtåget utmärkte han sig som befälhavare över arriärgardet och fick 19 augusti 1742 fick Bousquet överbefälet över trupperna i Finland. Han lyckades dock inte återställa disciplinen i den retirerande armén, och tvingades 24 augusti kapitulera i Helsingfors. Bousquet gjordes dock inte ansvarig för misslyckandet, och utnämndes 1743 till generallöjtnant.